# Adhesivo

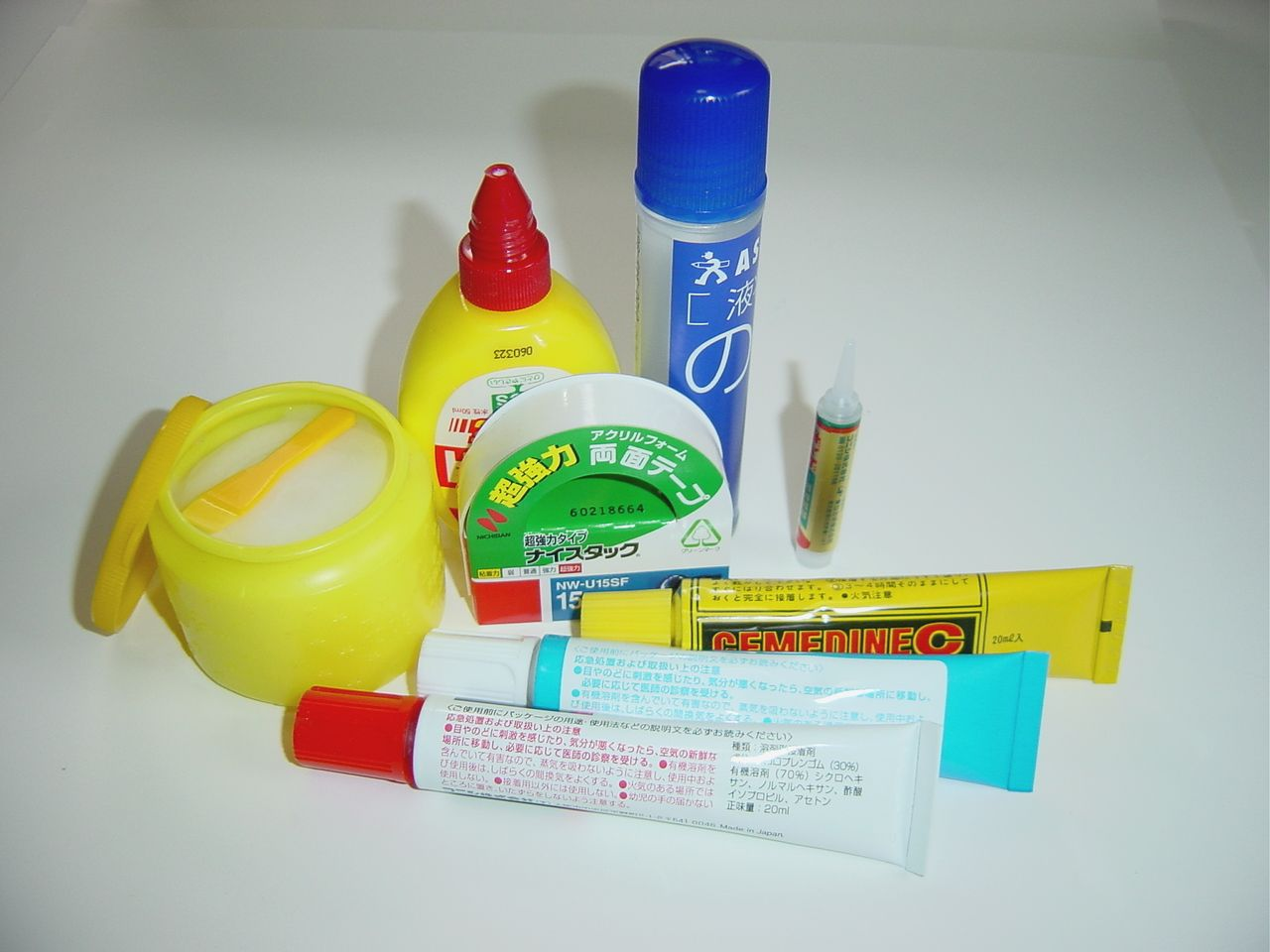
Conjunto de adhesivos de uso doméstico.

El adhesivo es una sustancia que puede mantener unidos dos o más cuerpos por contacto superficial. Es sinónimo de cola, pegante y pegamento. Su importancia en la industria moderna es considerable. En Venezuela se les denomina simplemente pega (apócope de pegamento en género femenino).
Aunque la adherencia puede obedecer a diversos mecanismos de naturaleza física y química, como lo son el magnetismo o las fuerzas electrostáticas, desde el punto de vista tecnológico los adhesivos son los componentes del grupo de productos, naturales o sintéticos, que permiten obtener una fijación de carácter mecánico que suele servir para pegar objetos.
El uso de adhesivos ofrece ciertas ventajas sobre otras técnicas de unión como la costura, la mecánica o la soldadura. Entre ellas se encuentran la posibilidad de unir diferentes materiales, la distribución más eficaz de la tensión en una unión, la rentabilidad de un proceso fácilmente mecanizado y una mayor flexibilidad en el diseño. Las desventajas del uso de adhesivos incluyen la disminución de la estabilidad a altas temperaturas, la relativa debilidad en la unión de grandes objetos con una pequeña superficie de unión y la mayor dificultad para separar los objetos durante las pruebas. Los adhesivos suelen organizarse por el método de adhesión seguido de reactivo o no reactivo, término que se refiere a si el adhesivo reacciona químicamente para endurecerse. También pueden organizarse por su fase física de partida o si su materia prima es de origen natural o sintético.
Los adhesivos pueden encontrarse de forma natural o producirse sintéticamente. El primer uso humano de sustancias similares a los adhesivos se produjo hace aproximadamente 200.000 años, cuando los neandertales producían brea a partir de la destilación en seco de la corteza de abedul para utilizarlo en la unión de herramientas de piedra a los mangos de madera. Las primeras referencias a los adhesivos en la literatura aparecen aproximadamente en el año 2000 a. C. Los griegos y los romanos hicieron grandes contribuciones al desarrollo de los adhesivos. En Europa, el uso del pegamento no se generalizó hasta el periodo 1500-1700 d. C. Desde entonces y hasta la década de 1900, el aumento del uso y el descubrimiento de los adhesivos fue relativamente gradual. Solamente a partir del siglo pasado se aceleró el desarrollo de los adhesivos sintéticos, y la innovación en este campo continúa hasta el presente.

## Historia

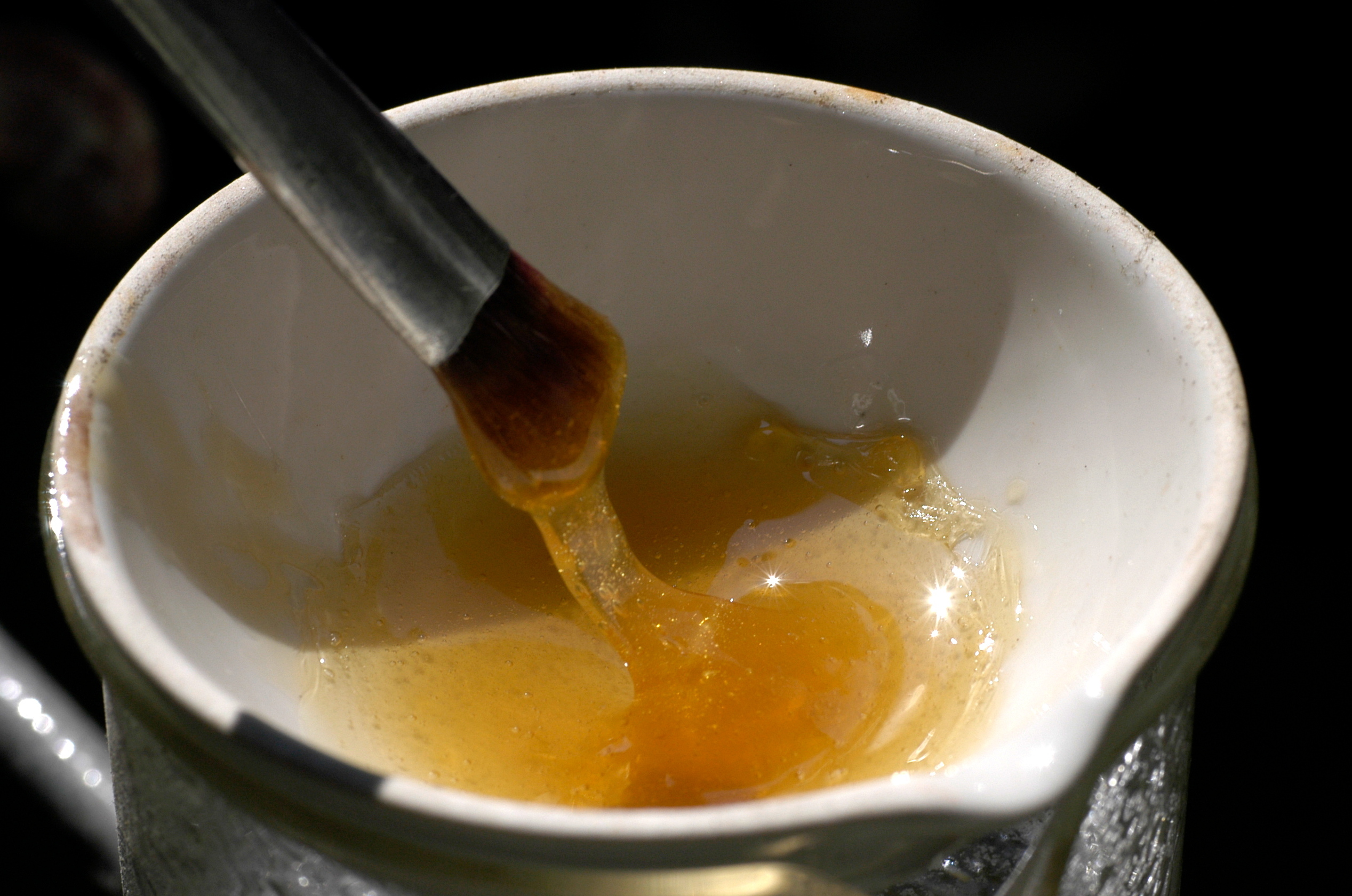
Pegamento líquido a base de animal.

Las pruebas del primer uso conocido de adhesivos se descubrieron en el centro de Italia cuando se encontraron dos lascas de piedra parcialmente cubiertas de brea de corteza de abedul y una tercera piedra descubierta de la época del Pleistoceno medio (hace unos 200.000 años). Se cree que este es el uso humano más antiguo descubierto de las piedras con hacha de brea.
El adhesivo de brea de corteza de abedul es un adhesivo simple, de un solo componente. Un estudio realizado en 2019 demostró que la producción de brea de abedul puede ser un proceso muy sencillo, que consiste simplemente en quemar la corteza de abedul cerca de superficies verticales lisas en condiciones de aire libre. Aunque son suficientemente pegajosos, los adhesivos de origen vegetal son frágiles y vulnerables a las condiciones ambientales. El primer uso de adhesivos compuestos se descubrió en Sibudu, Sudáfrica. Aquí, se descubrieron segmentos de piedra de 70.000 años de antigüedad que se insertaban en balsas de hachas, cubiertos con un adhesivo compuesto por goma vegetal y ocre rojo (óxido de hierro natural), ya que al añadir ocre a la goma vegetal se obtiene un producto más fuerte y se protege la goma de desintegrarse en condiciones de humedad. La capacidad de producir adhesivos más fuertes permitió a los humanos de la Edad de Piedra media unir segmentos de piedra a palos en mayores variaciones, lo que llevó al desarrollo de nuevas herramientas.
Ejemplos más recientes del uso de adhesivos por parte de los humanos prehistóricos se han encontrado en los lugares de enterramiento de antiguas tribus. Los arqueólogos que estudiaron los yacimientos descubrieron que hace aproximadamente 6.000 años los miembros de las tribus habían enterrado a sus muertos junto con la comida encontrada en vasijas de arcilla rotas y reparadas con resinas de árboles. Otra investigación arqueológica descubrió el uso de cementos bituminosos para fijar los globos oculares de marfil a las estatuas de los templos babilónicos que datan aproximadamente del año 4000 a. C.

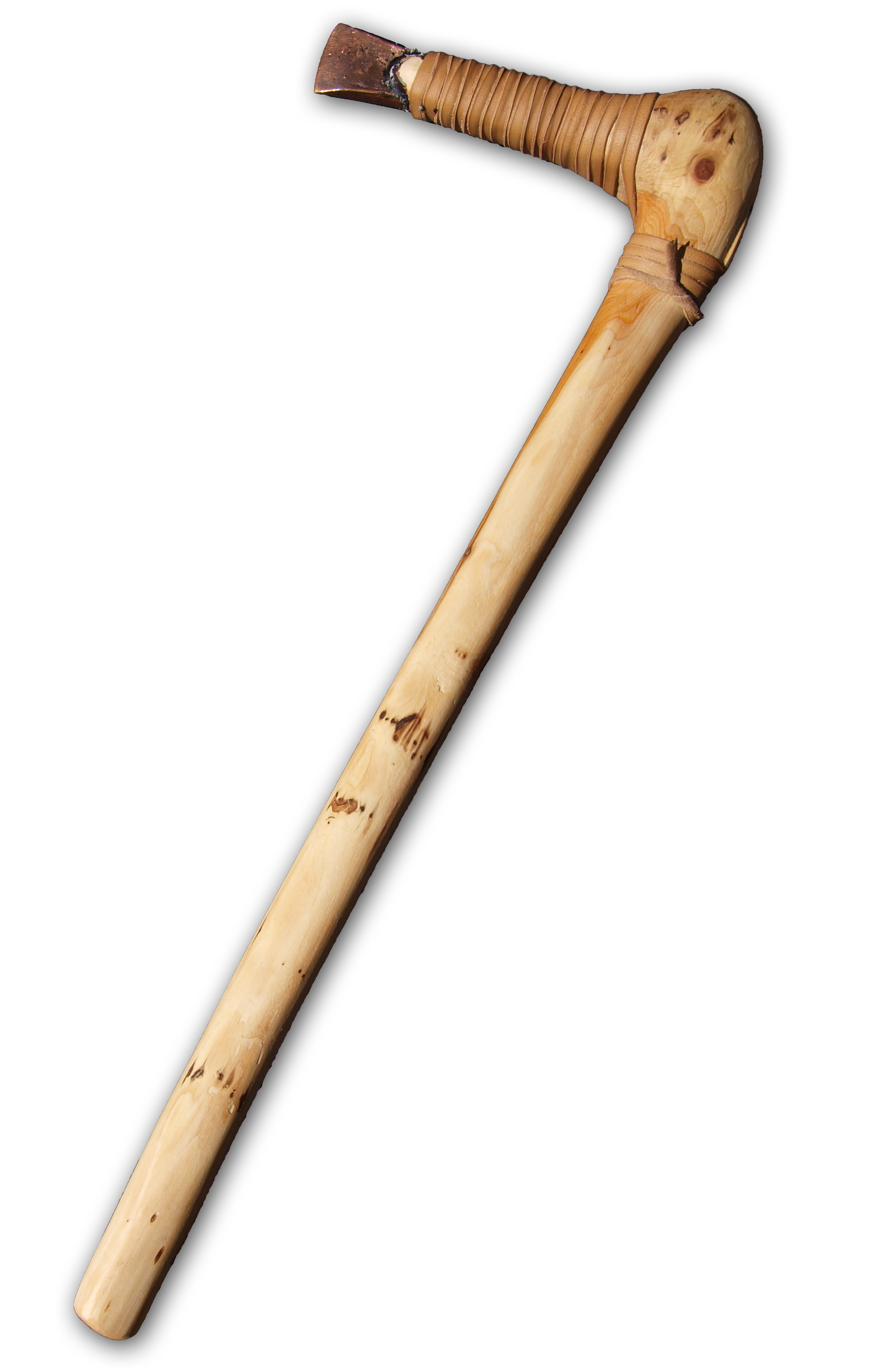
Una reconstrucción del hacha de Ötzi, que utilizaba brea como adhesivo.

En el año 2000, un artículo reveló el descubrimiento de un hombre de 5.200 años de antigüedad apodado el "Hombre de hielo del Tirol" u "Ötzi", que se conservó en un glaciar cerca de la frontera entre Austria e Italia. Se encontraron con él varias de sus pertenencias, entre ellas dos flechas con puntas de sílex y un hacha de cobre, cada una de ellas con evidencias de pegamento orgánico utilizado para conectar las partes de piedra o metal a las astas de madera. Se determinó mediante aanálisis que el pegamento era brea, que requiere el calentamiento de la brea durante su producción. La recuperación de esta brea requiere una transformación de la corteza de abedul mediante calor, en un proceso conocido como pirólisis.
Las primeras referencias a los adhesivos en la literatura aparecieron aproximadamente en el año 2000 a. C. Otros registros históricos del uso de adhesivos se encuentran en el período comprendido entre el 1500 y el 1000 a. C. Los artefactos de este período incluyen pinturas que representan operaciones de encolado de madera y un féretro hecho de madera y pegamento en la tumba del rey Tutankamón. Otros artefactos del antiguo Egipto emplean cola animal para su unión o laminación. Se cree que la laminación de la madera de los arcos y los muebles prolongaba su vida útil y se realizaba con colas a base de caseína (proteína de la leche). Los antiguos egipcios también desarrollaron pastas a base de almidón para pegar papiro a la ropa y un material similar al yeso de París hecho de yeso calcinado.

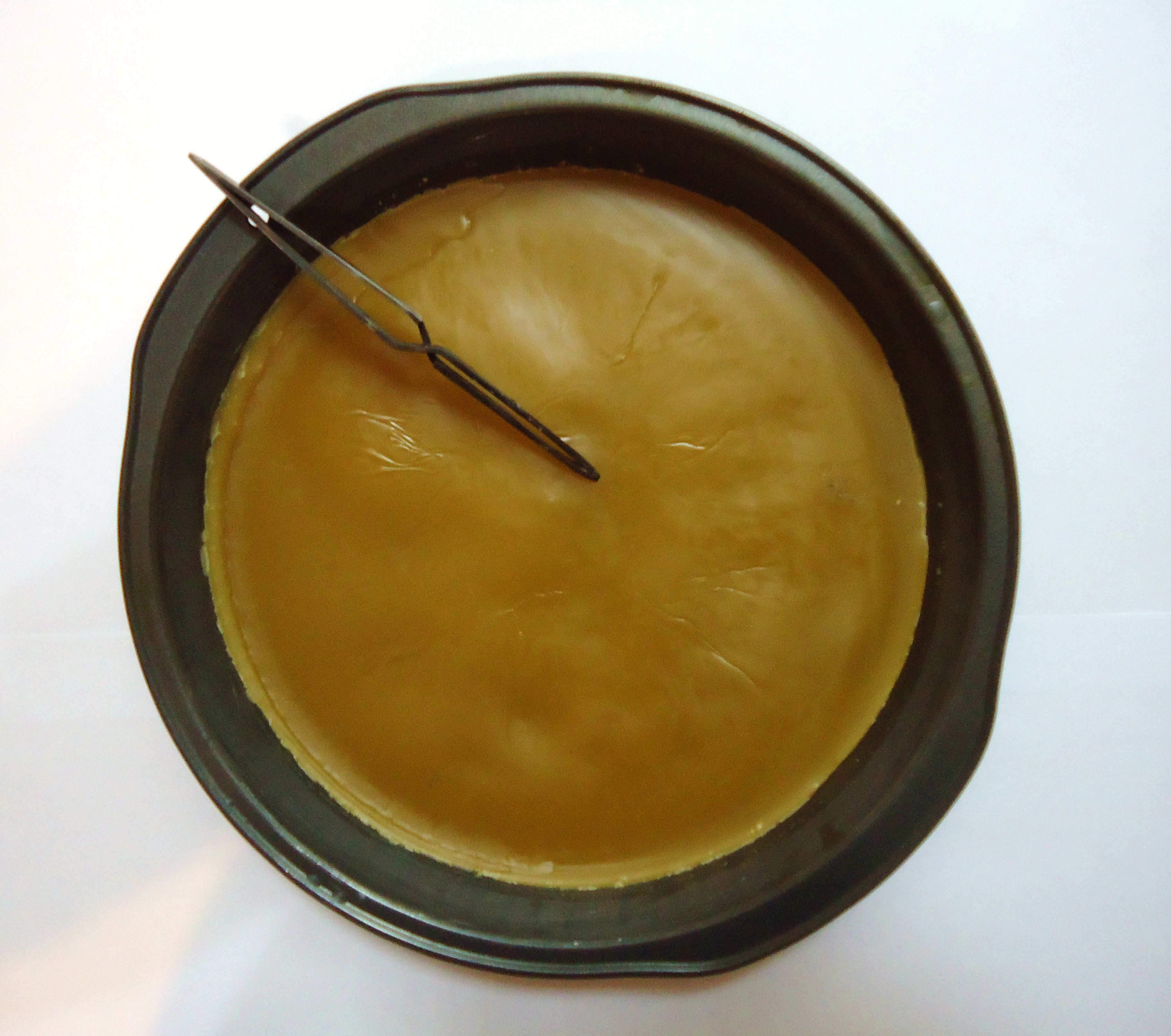
Cera de abeja.

Desde el año 1 hasta el 500 d. C., los griegos y los romanos hicieron grandes aportaciones al desarrollo de los adhesivos. Se desarrollaron la enchapado de madera y la marquetería, se perfeccionó la producción de colas a base de animales y peces y se utilizaron otros materiales. Las pastas a base de huevo se utilizaban para pegar hojas de oro e incorporaban diversos ingredientes naturales como sangre, hueso, piel, leche, queso, verduras y granos. Los griegos iniciaron el uso de cal apagada como mortero, mientras que los romanos impulsaron el desarrollo del mortero mezclando cal con ceniza volcánica y arena. Este material, conocido como cemento puzolánico, se utilizó en la construcción del Coliseo y el Panteón romanos. Los romanos fueron también el primer pueblo conocido que utilizó la brea y la cera de abejas como calafateo y sellado entre las tablas de madera de sus barcos y naves.
En Asia Central, el ascenso de los mongoles aproximadamente en el año 1000 d. C. puede atribuirse en parte al buen alcance y potencia de los arcos de las hordas de Gengis Kan. Estos arcos estaban hechos de un núcleo de bambú, con cuerno en el vientre (orientado hacia el arquero) y sinuero en el dorso, unidos con cola animal.

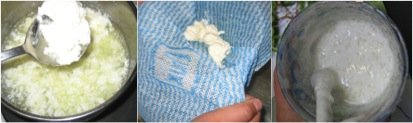
Preparación de pegamento a base de caseína.

En Europa, el pegamento cayó en desuso hasta el periodo 1500-1700 d. C. En esta época, ebanistas y mueblistas de renombre mundial como Thomas Chippendale y Duncan Phyfe comenzaron a utilizar adhesivos para mantener unidos sus productos. En 1690, se estableció la primera planta comercial de pegamento en los Países Bajos. Esta planta producía colas a partir de pieles de animales. En 1750, se expidió la primera patente británica de cola de pescado. En las siguientes décadas del siglo siguiente se fabricaron colas de caseína en fábricas alemanas y suizas. En 1876, se concedió la primera patente estadounidense (número 183.024) a los hermanos Ross para la producción de cola de caseína.
Los primeros sellos postales de Estados Unidos utilizaron adhesivos a base de almidón cuando se emitieron en 1847. La primera patente estadounidense (número 61.991) sobre el adhesivo de dextrina (un derivado del almidón) se emitió en 1867.
El caucho natural se utilizó por primera vez como material para adhesivos a partir de 1830, lo que marcó el punto de partida del adhesivo moderno. En 1862, se emitió una patente británica (número 3288) para el revestimiento de metal con latón mediante electrodeposición para obtener una unión más fuerte con el caucho. El desarrollo del automóvil y la necesidad de soportes de goma para los amortiguadores requerían uniones más fuertes y duraderas de goma y metal. Esto impulsó el desarrollo de la goma ciclada tratada con ácidos fuertes. En 1927, este proceso se utilizó para producir adhesivo de caucho a base de disolventes para la unión de metal y caucho.
Los adhesivos pegajosos a base de caucho natural fueron utilizados por primera vez en un soporte por Henry Day (patente estadounidense 3.965) en 1845. Más tarde, este tipo de adhesivos se utilizó en cintas quirúrgicas y eléctricas con soporte de tela. En 1925, nació la industria de las cintas adhesivas sensibles a la presión.
En la actualidad, las notas adhesivas, la cinta Scotch y otras cintas son ejemplos de adhesivos sensibles a la presión.
Un paso clave en el desarrollo de los plásticos sintéticos fue la introducción de un plástico termoestable conocido como baquelita fenólica en 1910. En dos años, la resina fenólica se aplicó a la madera contrachapada como barniz de recubrimiento. A principios de la década de 1930, los fenólicos cobraron importancia como resinas adhesivas.
Las décadas de 1920, 1930 y 1940 fueron testigos de grandes avances en el desarrollo y la producción de nuevos plásticos y resinas debido a la Primera y la Segunda Guerra Mundial. Estos avances mejoraron en gran medida el desarrollo de los adhesivos al permitir el uso de materiales de nuevo cuño que presentaban una gran variedad de propiedades. Con las necesidades cambiantes y la tecnología en constante evolución, el desarrollo de nuevos adhesivos sintéticos continúa hasta el presente. Sin embargo, debido a su bajo coste, los adhesivos naturales siguen siendo los más utilizados.

## Clasificación según sus componentes
- Adhesivos sintéticos: a base de polímeros derivados del petróleo (colas de poli-vinil-acetato, colas etilénicas, colas de poliuretano, colas de caucho sintético, adhesivos anaeróbicos o de cianoacrilato, etc.);
- Adhesivos de origen vegetal: a base de derivados de la fécula de patata, el maíz (colas de almidón, dextrinas, cauchos naturales, etc.);
- Adhesivos de origen animal: cola tradicional, hecha a base de pieles de animales o su esqueleto (colas de pezuña, de gelatina); colas de derivados lácteos (caseína). Clara de huevos.

## Clasificación según su presentación

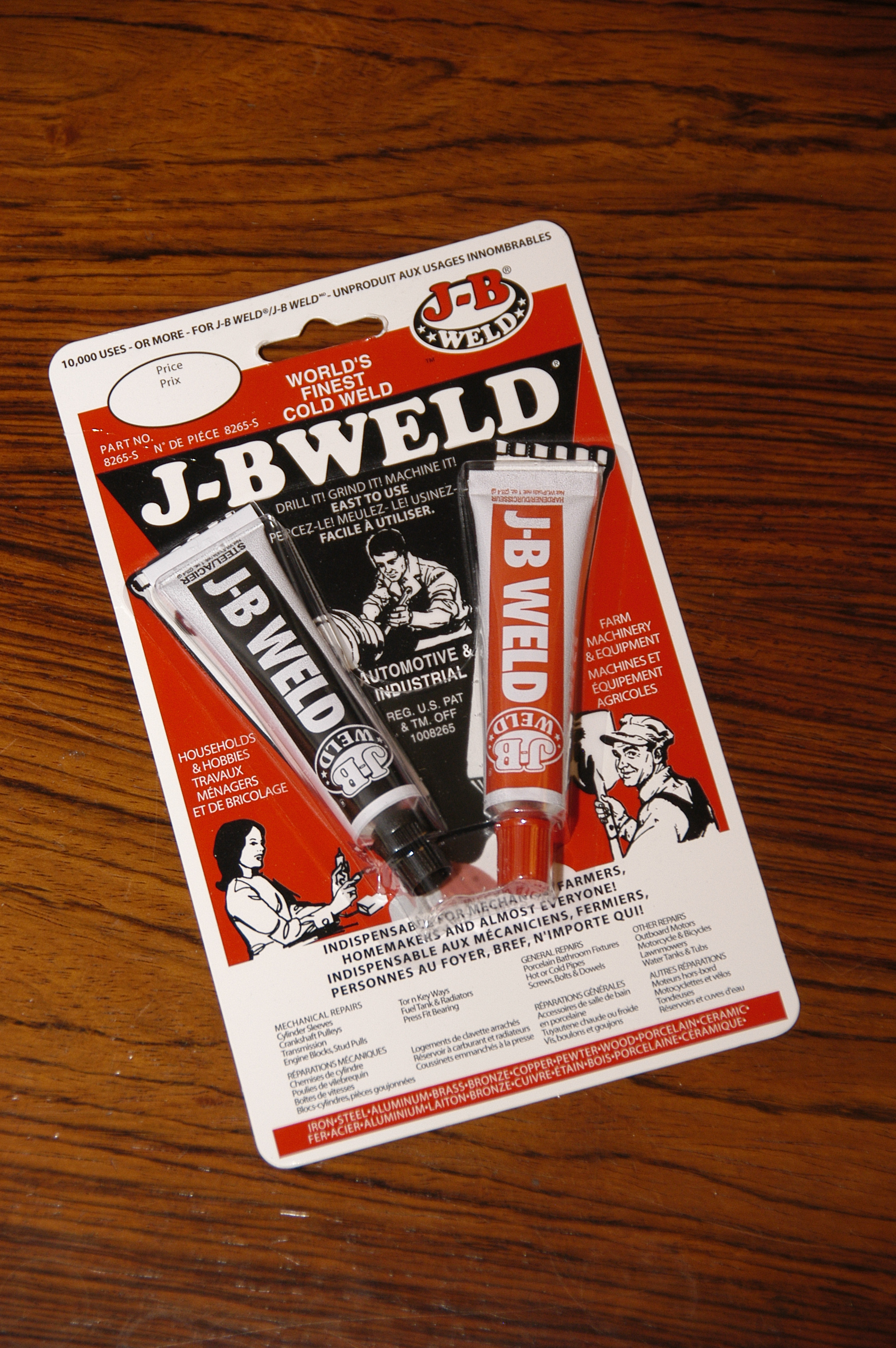
Adhesivo de resina epoxi.

- Adhesivos sólidos: destacan los adhesivos termofusibles que se utilizan en procesos industriales que los calientan para fundirlos, aprovechando su propiedad de enfriarse rápidamente para acelerar los procesos productivos. También son adhesivos sólidos las barras de pegamento para papel o los adhesivos en polvo (a base de acetato o formaldehído entre otros).
- Adhesivos líquidos: comúnmente conocidos como colas blancas (en su mayoría tienen un color blanco o crema), utilizan en su composición un vehículo líquido (normalmente agua o disolvente) que, una vez usado, tiende a perder, hasta obtener un secado que hace que la unión sea resistente. Se emplean en la construcción (adhesivos para pavimentos y revestimientos como moquetas, PVC, linóleum, etc.).

## Clasificación según su uso

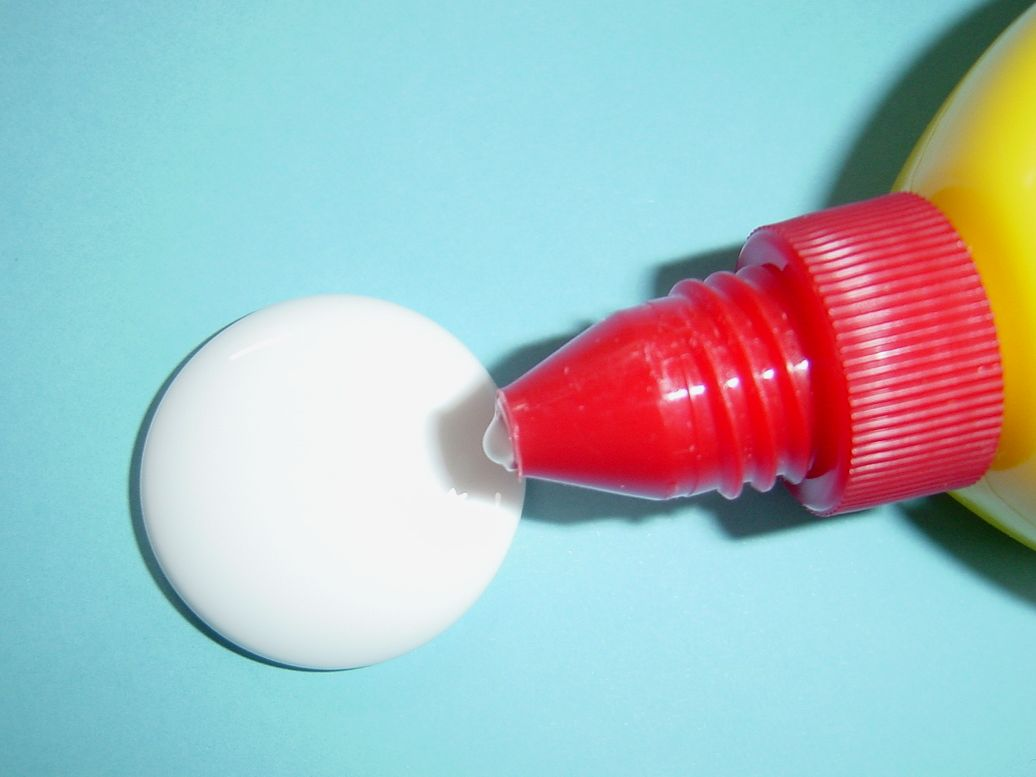
Pegamento de acetato de polivinilo.

- Adhesivos industriales: aquellos que se utilizan en multitud de procesos de fabricación para realizar uniones. Las colas y adhesivos se emplean ampliamente en los siguientes sectores:
  - Artes gráficas (encuadernación de libros);
  - Transformación del papel y cartón (papel higiénico, fabricación de cartón ondulado, encolado de estuches de cartón, fabricación de compresas y pañales, autoadhesivo de papel, etc.);
  - Envase y embalaje (cerrado de cajas, sobres y bolsas, etiquetado de envases, botellas y latas, etc.);
  - Mueble y madera (fabricación de muebles, ensamblaje de madera, fabricación de puertas, tapicería de sillas y sillones, etc.);
  - Industria auxiliar del automóvil (montaje de paneles de puertas, techos de vehículos, tapicería de asientos, etc.);
- Adhesivos profesionales: utilizados para la instalación o unión de materiales, sobre todo en la construcción (adhesivos para pavimentos y revestimientos como moquetas, PVC, linoleum, etc.);
- Adhesivos para uso doméstico o infantil: colas para uso doméstico y de papelería.

## Clasificación según su curado

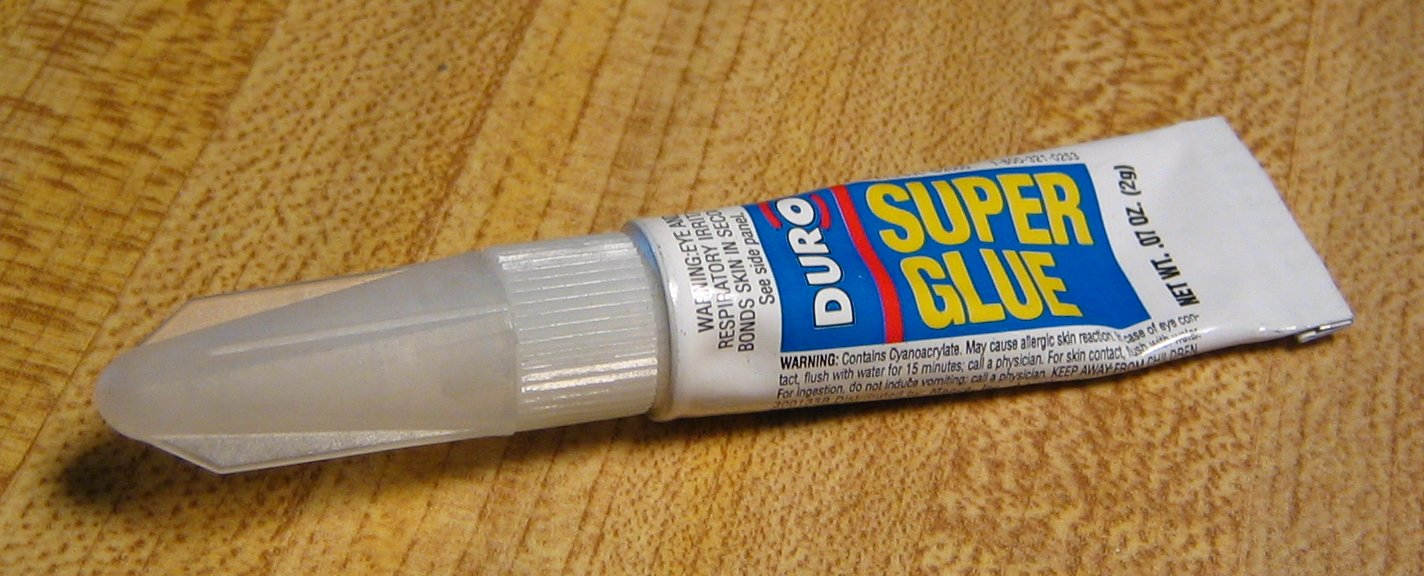
Pegamento de cianoacrilato.

- Adhesivos químicamente reactivos: incluidos los poliuretanos, epoxis, fenólicos, poliimidas y anaeróbicos. Hay de uno y de dos componentes; los primeros se curan por reaccionar químicamente a la temperatura, a la humedad o al calor, mientras que los de dos componentes al entrar en contacto las dos resinas.

- Adhesivo por evaporación o difusión: estos se preparan como solución al disolverse en solventes orgánicos o en agua y se aplican sobre el lugar que se quiere mantener pegado. Hay una preferencia notable hacia los adhesivos de base agua por el hecho de la seguridad ambiental que representa su consumo. Por ejemplo, vinilos y acrílicos.

- Adhesivos de fusión por calor: conformados por termoplásticos y elastómeros que se funden sobre la superficie a pegar si son calentados. El grupo de alto rendimiento está formado por las poliamidas y los poliésteres.

- Adhesivos sensibles a la presión: son principalmente elastómeros fabricados en forma de recubrimiento. Se les aplica presión para provocar la adherencia.
- Adhesivos con curado por UV: un proceso mediante el cual se utiliza la luz ultravioleta para iniciar una reacción fotoquímica que genera una red de polímeros reticulados de gran poder de adhesión.[22]